# Амрапалі (фільм, 1966)
«Амрапалі» (гінді आम्रपाली, англ. Amrapali) — індійський історичний фільм мовою гінді режисера Лекха Тандона, що вийшов у прокат в 1966 році. Головні ролі у фільмі виконали Виджаянтімала і Суніл Датт. За підсумками року фільм був представлений на здобуття кінопремії «Оскар» від Індії, але не увійшов до шорт-листа номінації.

## Сюжет
Дія цього фільму відбувається в Стародавній Індії близько 500 року до н. е.. Сюжет заснований на реальних подіях з життя придворної танцівниці і куртизанки Амрапалі, зі стародавнього міста Вайшалі, та Аджашастри, царя імперії Маґадга, який закохується в неї. Щоб отримати прихильність дівчини, Аджашастра зі своїми військами руйнує Лічаві. Незважаючи на те, що Амрапалі теж полюбила Аджашастру, вона, будучи патріоткою своєї країни, не може покинути свій народ і піти із завойовником. Амрапалі зустрічається з Буддою і стає однією з його учениць, а після навчання у нього — аргатом.

## У ролях
- Віджаянтімала — Амрапалі
- Суніл Датт — Аджашастра, імператор Маґадгі
- Рубі Майерс — імператриця Вайшалі
- Біпін Гупта — Прамуг, імператор Вайшалі
- Премнатх — воєначальник Вир
- Гаджанан Джагирдар — Кулпаті Маханам, наставник Амрапалі
- К. Н. Сінгх — Бадбахра Сінгх
- Мадхаві — Деві Чатрасена, придворна танцівниця
- Нарендра Натх — Будда

## Виробництво
Історія життя Амрапалі (правильніше — Амбапалі) з Вайшалі згадується в древніх текстах мовою палі, а також в буддійських традиціях. Вона неодноразово ставала основою для сюжету художніх книг, історичних досліджень і надихала індійських кінематографістів на екранізації. Два однойменних фільми на дану тему були зняті в 1945 і 1959 роках .
На головну роль у фільмі була запрошена актриса Виджаянтімала, відома в Індії як професійна виконавиця класичних індійських танців в стилі бхаратанатьям. Художниця по костюмах зі знімальної групи фільму Бхану Атхайя задля створення історично достовірних костюмів побувала в Аджанті й вивчала фрески буддійського мистецтва.

## Саундтрек
Автор музики дует композиторів Шанкар-Джайкишан. 
| #  | Назва                          | Виконавці -    | Тривалість |
| -- | ------------------------------ | -------------- | ---------- |
| 1. | «Jao Re Jogi»                  | Лата Мангешкар | 3:28       |
| 2. | «Tumhen Yaad Karte Karte»      | Лата Мангешкар | 3:35       |
| 3. | «Neel Gagan Ki Chhaon Mein»    | Лата Мангешкар |            |
| 4. | «Tadap Yeh Din Raat Ki»        | Лата Мангешкар | 4:23       |
| 5. | «Nacho Gao Nacho Dhoom Machao» | Лата Мангешкар |            |

Для тогочасного індійського кінематографа в цьому фільмі порівняно мало пісень. Незважаючи на це, пісні «Jao Re Jogi», «Tumhen Yaad Karte Karte», «Neel Gagan Ki Chhaon Mein» стали одними із кращих в багаторічній кар'єрі відомої індійської співачки Лати Мангешкар.

## Реакція та вплив
Можливо, завдяки дотриманню директором кінострічки Лекхом Тандоном історичної точності, фільм став одним з небагатьох, які не пов'язують сором і почуття провини з куртизанкою.
Хоча фільм «Амрапалі» не мав касового успіху, з часом він став класикою індійського кінематографа. Також, незважаючи на провал у прокаті, він був обраний представляти Індію на 39-й церемонії вручення нагород премії «Оскар», проте не увійшов у шорт-лист номінації.
Фільм був дубльований російською мовою і демонструвався в програмі I Ташкентського кінофестивалю в 1968 році, а з 8 грудня 1975 року демонструвався у широкому прокаті СРСР.
У 2007 році сцени з «Амрапалі» й кількох інших фільмів минулих років були використані в музичному номері на пісню «Dhoom Taana» з фільму «Коли одного життя замало», щоб достовірно зобразити ролі ретро-актриси.